# スケバン刑事III 少女忍法帖伝奇
『スケバン刑事III 少女忍法帖伝奇』（スケバンデカスリー しょうじょにんぽうちょうでんき）は、1986年10月30日から1987年10月29日まで毎週木曜日19:30 - 20:00に、フジテレビ系で放送された日本の学園ドラマ。主演は浅香唯、大西結花、中村由真。
和田慎二の漫画作品『スケバン刑事』を原作としたテレビドラマの第3作である。1988年には本作品をモチーフとしたファミリーコンピュータ用ゲームソフト『スケバン刑事III』も発売された。
ここではこのゲームソフトに加え、劇場版となる『スケバン刑事 風間三姉妹の逆襲』についても、併せてここで扱う。

## 概要
『スケバン刑事』シリーズ第3作目にあたる本作品は、当初はシリーズ番外編の『スケバン忍法帖』として企画されたものである。本来の『スケバン刑事III』は、映画第1作オーディションの優勝者を主人公役に配して『スケバン忍法帖』の後に制作される予定だったが、諸事情で『スケバン忍法帖』が『スケバン刑事III』となった。
当時アメリカでヒットしていたショー・コスギのニンジャ映画を題材にした『スケバン忍法帖』を土台として、コンセプトに『スター・ウォーズ』、それと原作者である和田自身の『忍者飛翔』をミックスした完全オリジナル作品となった。前作の三人組という体制をさらに発展させて、本作品の主人公を三姉妹とし、ホームドラマ要素も加わっている。ナレーションは前作『II』より引き続き来宮良子が担当している。32話より「第二部 魔界血戦編」の副題がつく。
第9話にて1980年代のフジテレビのドラマ部門での視聴率では第8位となる21.3%を記録したものの、和田は「ただのスケバンが強い敵を倒すのが『スケバン刑事』の面白さだ。スーパーヒーローものがやりたければ他でやれ!」「自分のためだけに闘うヒロインがいるか? なぜ学生刑事が生まれてきたのかを理解していない!」と激怒し、その後『スケバン刑事』の新作は、2006年の劇場版『スケバン刑事 コードネーム=麻宮サキ』（主演：松浦亜弥）まで制作されることはなかった。なお、後番組の『少女コマンドーIZUMI』も当初は『スケバン刑事IV』として企画されたが、同様の経緯から別企画への変更を余儀無くされている。
和田がスーパーヒーロー物と批判した通り、本作は学園ドラマというよりは特撮番組としてのテイストがより強い。忍者（忍法）に密教を加えた独自の世界観を持ち、世界を闇に沈めようとする忍者集団とヒロイン達との闘いがメインになっている。
風間三姉妹として出演した浅香唯・大西結花・中村由真の3人は、同名義で本作品の主題歌をリリースした。

## 登場人物

### 風間三姉妹
本作品の主人公。180年に一度現れる陰星と共に現れた忍者集団「陰」と戦うことを宿命付けられた、風魔忍者の末裔。風魔一族鬼組の頭、風間小太郎の三人の娘である長女の結花、次女の由真、三女の唯。三姉妹の体には梵字が浮かび上がる。この三人の娘こそは、日本を根底から覆そうとする邪悪な陰を倒すことができるといわれている。本作品の放映中に公開された劇場版第1作『スケバン刑事』にも登場し、前作『II』のキャラクターとの共演も果たした。三姉妹の役名の下の名前は演じている役者本人の下の名前と同じである。三姉妹を演じた浅香、大西、中村の三人が歌う劇中主題歌を収録したシングル「Remember」は、「風間三姉妹」名義でリリースされている。
2004年に大西結花が『ロンロバ!全力投球!』に出演した際に「唯は考えずに走る。由真は考えながら走る。結花は考えてから走る」という性格設定があったことを明かした。2019年には、『ボクらの時代』に風間三姉妹を演じた3人が登場し、33年前のドラマを振り返った。
2015年7月19日と20日、2019年8月10日と11日、2024年7月14日と15日に東京で『唯・結花・由真 三姉妹コンサート』を開催した。

#### 風間唯（かざま ゆい）
演 - 浅香唯
風間三姉妹の三女。宮崎では古手川高校大日村分校で「九州にこの人ありと言われた大スケバン」を名乗る。育ての親である帯庵和尚から、父と結花と由真の二人の姉の存在を明かされ、東京行きを命じられて星流学園に転校、1年B組の生徒となり、結花と由真の二人の姉と共に東京で暮らすこととなる。風魔鬼組忍者・般若から自分の宿命を知らされ、暗闇指令に会いスケバン刑事となり、三代目麻宮サキを襲名する。結花と由真の二人の姉と共に三姉妹で力を合わせて、父を殺した邪悪な敵の忍者集団"陰"との宿命の戦いに挑む。

「星流学園1年（2年）B組風間唯。またの名を“三代目スケバン刑事、麻宮サキ”」の名乗り口上の後、歴代の武器である重合金ヨーヨーに付けられた桜の代紋（旭日章）を敵に見せ付け、「許さんわい！」「許さんかいね！」などと九州弁で啖呵を切る。
初代・二代目と違い当初はヨーヨーの扱い方が未熟で、戦闘中に誤って由真に当てて負傷させてしまったこともあり、般若からヨーヨーの修行を命じられたこともあったが、数度の山ごもりや実戦経験を経て様々な大技を繰り出すようになっていく。先代と異なり当初から強い主人公ではなく修行や経験を積んで成長していくタイプであり、シリーズにおいては『技の一代目、力の二代目、努力の三代目』とされている。セーラー服の下には鎖帷子を着用しており、戦闘時には手甲と陣鉢を装着することが多い。劇場版第1作『スケバン刑事』では前作『スケバン刑事II 少女鉄仮面伝説』の主人公・二代目麻宮サキと共闘し、地獄城の兵士達と戦った。
天真爛漫で一点の曇りもない純粋な心を持ち、敵対者の心を開く天性の何かを秘めている。考えずに走る性格であり、何に対しても猪突猛進で取り組み、持ち前の根性で克服していく。由真とは何かとケンカや衝突をしては結花に止められ、叱咤される始末。由真からはプッツン以上の『ドッカンの唯』と言われている。体を動かすのは得意だが、学業は苦手。22話で辛くも2年B組に進級。父・小太郎亡き後、いきなり風魔鬼組の若き頭領となってしまったが、周囲に支えられながら幾多の試練を乗り越え、立派に成長していく。額に風魔の印である梵字（カーン＝不動明王）を持ち、怒りが頂点に達する時、額の梵字が浮き出る。39話では果心居士に倒された双子の姉である翔の魂と合体し、額の梵字がカーンからアーンク（大日如来）の印へと変わりパワーアップする。
物語最終盤でヴァジュラを持つために必要なパワー、トゥリ・ウィドゥヤーを得るが、ヴァジュラを巡る果心居士との戦いでその力を奪われ、額の梵字も消え去る。全ての仲間も全ての力も失った唯であったが、これまでの戦いの中で唯のために犠牲になった礼亜、父・小太郎、育ての親・帯庵、姉の結花・由真、二人の父親の小源太、そして、般若達風魔忍者の仲間から受けた人間の愛を思い返し、最後の戦いを決意。トゥリ・ウィドゥヤーを得て果心居士が転生した天輪聖王との最終決戦に臨み、唯の想いと心を込めた光り輝くヨーヨーで天輪聖王を倒す。
次回予告では「せからしか! しっかりしない! 」（1、2話）、「せからしか! わちが三代目じゃ! 」（3話 - ）、「せからしか! きさんら許さんわい! 」（第二部 魔界血戦編）で締める。

##### 風間唯の戦力
重合金ヨーヨー
内閣機密調査室で開発された歴代スケバン刑事の武器。
片側が開閉可能になっており、特命刑事たるスケバン刑事の証である桜の代紋がヨーヨーの内部に隠されている。特殊合金製（超合金製）で、鉄をも砕く破壊力を持ち、ヨーヨーの紐はチェーンとなっている。敵に対して武器として使用される他、ドアや壁を打ち壊したり、チェーンで敵を締め上げたり、命綱のように使うなど様々な使用法がある。第14話の対二方髪戦、第34話の対地妖戦など、二代目麻宮サキのように頻回ではないが、ヨーヨーの二刀流もこなす。

姉達を倒した外法衆・牛頭・馬頭と戦うための修行により、ヨーヨーを空中で分解し同時に二つの対象にヒットさせる"ヨーヨー空中分解"の必殺技を体得。その後もピンチの場面で使用された。
手甲・陣鉢
手甲は敵の刀剣や手裏剣を弾き返す程の強度を持ち、陣鉢は頭部を保護する役割を持つ。手甲は普段学生カバンの中に、陣鉢はセーラー服の襟の下にそれぞれ収納されており、戦闘時に取り出して装着する。
鎖帷子
普段セーラー服の下に着用しており、敵の刀剣や飛び道具による攻撃から身体を保護するボディアーマーの役割を持つ。
三位一体攻撃
風間三姉妹による合体技。33話の対人妖戦で使用。折鶴・リリアン棒の同時攻撃で敵の動きを封じ、重合金ヨーヨーの連続攻撃を繰り出す。

#### 風間結花（かざま ゆか）
演 - 大西結花
風間三姉妹の長女。通称・折鶴の結花。金属製の折鶴が武器。星流学園の裏番。

父から突然妹がいる事を由真と共に知らされ、東京へとやって来た妹の唯と由真と一緒に暮らすことになる。風魔鬼組忍者・般若から自分の宿命を知らされた後、陰との戦いに加わることを暗闇指令に宣言する。三代目麻宮サキを襲名した唯と由真と共に三姉妹で力を合わせて、父を殺した敵の忍者集団"陰"との宿命の戦いに挑む。

性格は沈着冷静だが少々気が短いという欠点はあるものの学業も優秀であり、三姉妹の中では最も高い知能を持っている。考えてから行動する慎重な性格であり、責任感も強く、家事もそつなくこなすしっかり者でもある。三姉妹の長女ではあるが唯と由真の母親代わりのような役割りをしており、いつも妹二人を心配しており、唯と由真が喧嘩をした際には、長女らしく仲裁し、妹二人を叱咤することがよくあり、その際は「いい加減にしなさい！」という台詞がお馴染みである。

果心居士にさらわれた翔を追い、行方不明となった小源太の長女であるが、妹の由真と共に小太郎に実の子として東京で育てられた。幼少期は妹の由真と共に父に連れられ、あらゆる場所に行き、飛火炬や止観などの忍術教育を受けていた。

当初、高校3年生だったが、陰との戦いで卒業試験を受けられず、留年したことによって進級してきた由真と同学年になる。
星流学園の裏番として2年生までは直接番長を務めていたが、3年生を期に第一線を退いた形となる。番長時代に誠というボーイフレンドがいた。

左の二の腕に風魔の印である梵字（タラ＝矜羯羅童子）を持つ。

##### 風間結花の戦力
折り鶴
折り鶴は金属製で、銀色と金色の折り鶴があり、羽根は開閉させる事が出来る。普段はセーラー服のカラーの中に羽根が閉じられた状態で入っている。通常、投げて敵を攻撃する事が多いが、羽根の部分で敵を斬り裂いたり、折り鶴を二羽同時に投げたり、敵が刃で攻撃してきた際、敵の刃を折り鶴上部で受け止めたりといった使い方も出来る。

羽根を折って投げる事で、投げた折り鶴がブーメランのように戻ってきて敵を攻撃する事が出来る、羽根の折り方でコントロールする秘技・戻り鶴という必殺技がある。

鶴拳
鶴拳という拳法を使う。戦闘時において、結花がピンチになった時に繰り出す。鶴拳を使う前は、両手を鳥の羽根のように広げるポーズをとる(心を落ち着かせたり、結花の戦闘力を十分に発揮させる為にも必要な結花の戦闘ポーズである)。

#### 風間由真（かざま ゆま）
演 - 中村由真
風間三姉妹の次女。通称・リリアンの由真。リリアン棒（編み針）とレース糸が武器。星流学園の総番。
突然父から妹がいる事を姉の結花と共に知らされ、東京へとやって来た妹の唯と姉の結花と一緒に暮らすことになる。 風魔鬼組忍者・般若から自分の宿命を知らされた後、暗闇指令の部屋に行き、陰との戦いを受け入れる。三代目麻宮サキを襲名した唯と姉の結花と共に三姉妹で力を合わせて、父を殺した敵の忍者集団"陰"との宿命の戦いに挑む。

強気で喧嘩っ早く、意地っ張りな性格をしており、三姉妹の中では最もスケバンらしい性格をしている。唯とは良くも悪くも喧嘩仲間であり、しょっちゅう喧嘩をしては姉の結花に怒らたりしている。姉である結花には頭があがらず、甘えん坊な一面も見せる。考えながら行動する性格でもある。
風魔鬼組頭の小太郎の子分である小源太の次女として生まれたが、物心がつく前に小源太が行方不明となった為に、姉の結花と共に小太郎に引き取られ、東京で育つことになる。幼少期は姉の結花と共に父に連れられて、あらゆる場所に行き飛火炬や止観などの忍術教育を受けていた。
父から突然妹である唯の存在を知らされた時から、なかなか唯の事を妹と認めることが出来なかった由真だが、次第に唯を妹だと思えるようになっていく。

学業は唯同様苦手だが、唯よりは要領がよく、自作のカンニンググッズを使い、テストを受けていることもある。
2年生の時に結花から受け継いで、星流学園の番長となる。子分として番長グループのクマ、ヒデ、五郎等がいる。

右の腿に風魔の印である梵字（タ＝制多迦童子）を持つ。

##### 風間由真の戦力
リリアン棒
金属製の編み針。結花の折り鶴同様、リリアン棒も金と銀色のものがある。投げて攻撃する。

レース糸も由真の武器であり、リリアン棒の返し（先端）に糸を付けて飛ばし、敵や対象物を絡めたり、糸でぐるぐる巻に縛り付けて敵を拘束したり、糸を蜘蛛の巣状にしてネットのようにすることも出来る。

リリアン棒の二刀流＋糸で戦う際は、由真が普段からセーラー服に身に付けている金属製のスカーフ留めも一緒に併用している。
劇場版「風間三姉妹の逆襲」ではリリアン棒をナイフの様にして敵を引っ掻いたり、敵に突き刺したり、矢文のように使ったりもした。

### 暗闇機関、風魔
般若（はんにゃ） / 依田一也（よだ かずや）
演 - 萩原流行
2話より登場（依田としては4話から）。暗闇機関のエージェントで風間小太郎の元配下であり、暗闇指令により三姉妹（唯・結花・由真）を託される。表向きは星流学園の英語教師、唯のクラスの担任。口癖は「バツ（×）ですねぇ……」（「○○なのはよくない」という意味で使用）。当初は唯たちに正体を隠しており、唯がちょっとした騒動などを起こした際には罰を与え、そこから忍術などに関するヒントを彼女に与えていた。劇場版「風間三姉妹の逆襲」では青少年治安局に忍び込み、クーデター計画の入ったフロッピーディスクを入手するも敵の襲撃を受け、瀕死の重傷で逃亡するが、結花・由真にフロッピーを託し死亡。依田の名前の由来はスター・ウォーズ・シリーズのヨーダ。
城戸礼亜（きど れいあ）
演 - 福永恵規
1話より登場（唯の前に姿を現したのは4話から。5話で自ら正体を明かす）。暗闇機関のエージェントで、暗闇指令代理の風魔のくノ一。表の顔は星流学園の図書館司書で、唯たちにしか閲覧させない秘密の忍者に関する資料庫を守っている。名前の由来はスター・ウォーズのレイア姫。20話では唯を救うために翔に立ち向かうが、攻撃を受けて死亡する。
暗闇指令（くらやみしれい）
演 - 長門裕之
暗闇機関のボスであり、帯庵とも面識がある。般若（依田）に三姉妹（唯・結花・由真）を託す。劇場版「風間三姉妹の逆襲」で唯が青少年治安局に移ってからは、唯からは「暗闇さん」と呼ばれる。同劇場版では由真と共に敵に捕らえられてしまう。
帯庵和尚（たいあんおしょう）
演 - 田中浩
唯・翔の祖父。宮崎県の真言宗達心寺の住職であり、唯を幼少のころから育てていた。暗闇指令からの助けを求められ、唯を東京へ送り出す。唯に鎖帷子と手甲、陣鉢を与えた。唯が東京に出てきてからも心の支えとなる。孫の唯を果心居士から護るため「風魔結界の陣」の術者たちを率いたこともある。帯庵がその昔、鬼組の頭であったという設定は無いが、般若をはじめとする風魔の忍たちは常に敬意を持って接し、慕っている。41話で唯にトゥリ・ウィドヤーの力を託して絶命する。名前の由来はスター・ウォーズのオビワン・ケノービ（帯庵をオビワンと読む）。
風間小太郎（かざま こたろう）
演 - 伊藤敏八
唯・翔の実父。結花・由真の養父。風魔鬼組の頭であったが、唯が東京に出てきた日に目前で家ごと爆死してしまう。

### 陰
翔（しょう）
演 - 林美穂
初期のクレジットでは謎の美少女。陰での正式名称は破愚烈翔（はぐれ しょう）。生後間もなく果心居士によって連れ去られる。果心居士から妖術を使う特殊能力を授かり、肉体の成長が10歳で止まる呪いをかけられた姫巫女。額に風魔の印である梵字（バイ＝薬師如来）を持つ。陰の頭領として君臨し唯の敵として立ちはだかるが、物語終盤で唯の双子の姉であることが明かされる。果心居士に苦戦する唯を救うため居士に立ち向かうが、圧倒的なパワーの差により絶命する。
ミヨズ
演 - 屋敷かおり
翔に仕える腹心。武器は口から吹く針。女子高生として星流学園に潜入したこともある。35話で魔破羅の手にかかり死亡する。
オトヒ
演 - 森村聡美
同上。武器は水色の帯。初回登場時のみ「オトヒメ」。35話で魔破羅の手にかかり死亡する。
魔破羅（まはら） / 風間 小源太（かざま こげんた）
演 - 堀田眞三
結花・由真の実父で昔は小太郎の配下だった。16年前、唯・翔が誕生した際、風魔の里に古くから伝わる一対の雛人形を祝いに贈るが、この雛人形を贈った晩に翔が果心居士にさらわれてしまう。雄雛とともに、赤ん坊の翔を連れ去った果心居士を追って魔幻の森へと足を踏み入れたが、果心居士に、自分の配下にならなければ結花と由真を翔と同じ目に遭わせると脅迫されたため、結花・由真を果心居士から守るため影に魂を売り、「魔破羅」となり果心居士の右腕となる。唯との最後の戦いの中で自我を取り戻し、自害して果てる。
果心居士（かしんこじ）
演 - ? → 佐川二郎、飯塚昭三（声）
陰の黒幕。何百年と闇に潜み生きながらえている正体不明の存在で、世界を闇に閉ざし支配しようと企んでいる。強力な呪術や、妖術を用いて意図的に大洪水さえ起こしてしまう。「阿毘羅吽欠蘇婆訶（アビラウンケンソワカ）」の呪文を用いる。「Ⅰ」の海槌剛三、「Ⅱ」の信楽老に匹敵する、三代目スケバン刑事最大の敵。
天輪聖王（てんりんしょうよう）
演 - 小林亜也子
果心居士が唯から吸収したトゥリ・ウィドゥヤーの力で転生した姿。この世を闇に閉ざさんと企む邪悪の王。秘宝の聖剣・ヴァジュラを持ち、本来であれば宇宙を支配できるほどの力を持つはずであった。しかし転生に失敗したのか弱体化しており、パワーアップした唯を相手に全く力を出せないまま最期を迎えた。

### その他出演者（星流学園）
山田熊之介（やまだ くまのすけ）
演 - 小林栄次
通称クマ。星流学園番長グループの一人。結花と共に留年する。
ゴロウ
演 - 河本忍
星流学園番長グループの一人。唯のクラスメイトでお調子者。
ヒデ
演 - 池上晃一
星流学園番長グループの一人。唯のクラスメイト。
由真の子分
演 - 鈴木敬子（現：相田翔子）（第16話）
小坂（こさか）先生
演 - 紀ノ川瞳
紀子（のりこ）
演 - 臼倉弘枝（第22話）
唯のクラスメイト（2年B組）。占い好きで、宝珠翠の占いの予言により失望する。

### 各話登場人物（風魔）
風花良（かざはな りょう）
演 - 大野正敏（第10話）
風魔の隠れ里で育った、結花・由真の幼馴染み。結花のクラスの転校生。小太郎の死の原因を突き止めるため、結花たちの前に10年振りに姿を現した。唯の初恋の相手。
権三（ごんざ）
演 - 滝雅也（第8話、第40話）
ヨーヨーを使いこなせないころの唯を鍛えあげた風魔の忍。再登場した際は、頭領である唯を護る風魔鬼組最強最後の術「風魔結界の陣」の術者として最期を遂げた。演じた滝雅也はシリーズを通してヨーヨー指導をしていた。
小癋見の大介（こべしみのだいすけ）
演 - 坂井徹（第17話）
般若の配下。唯に淡い恋心を抱く。
弥助（やすけ）
演 - 伊藤敏八（第25話、第26話）
小太郎の影武者。
山田ともみ（やまだ ともみ）
演 - 山本博美（第27話）
依田の元 許嫁の妹。姉が謎の死を遂げたことと依田に因果関係があると思い込み、新任教師として依田の前に現れる。
風間 小次郎（かざま こじろう）
演 - 三重街恒二（第36話、第40話）
小太郎の配下の一人。修善寺では、初めは地元の老人を演じて三姉妹に会う。「風魔結界の陣」の術者の一人として最期を遂げた。
ヤエ
演 - 谷本小代子（第34話、第39話、第40話）
奈津の下で唯・翔の乳母をしていた。
長老
演 - 奥村公延（第34話）
帯庵和尚や小太郎を忍として育てあげた風魔の里の長。
風間奈津（かざま なつ）
演 - 藤井佳代子（第35話、第36話）
唯・翔の母。唯が赤ん坊のころ、陰によって殺された。
連道武昭（れんどう たけあき）
演 - 藤山健剛（第18話、第40話）
陰の草の血脈。高校生空手家の道場破り。陰の宿命から逃れようとしたため陰の忍たちに襲撃されてしまう。三姉妹に助けられ、改心し風魔へと入る。「風魔結界の陣」の術者の一人として最期を遂げた。
東野成美（とうの なるみ）
演 - 石崎文也（第20話、第40話）
陰の草の血脈。幼少より孤児院で育った人間不信の少女。後に唯たちに心を開き風魔へと入る。「風魔結界の陣」の術者の一人として最期を遂げた。

### 各話登場人物（陰 その他）
音羽十郎（おとわのじゅうろう）
演 - 時本和也（第3話）
表の顔はファッションデザイナー。翔の命令で原宿のディスコで若者たちを洗脳しようとする。
早苗（さなえ）
演 - 西沢直子（第3話）
ファッションデザイナーを夢見る陰の草の血脈。音羽十郎の手下。十郎を裏切って彼に捕まった唯を助けたため、殺害されてしまう。
死神小僧（しにがみこぞう）
演 - 上野郁巳（第5話）
本名は中井哲夫（なかい てつお）。普段は気弱で落ちこぼれの虐められっ子の高校生だが、天狗師範の言いつけにより特技の剣玉の技を武器に自分を虐める者に報復する。
妖異流鬼能道場・天狗師範（よういりゅうきのうどうじょう・てんぐしはん）
演 - 石橋雅史（第5話）
死神小僧に剣玉を指南する、天狗の面を被った陰の忍者。唯たちに追い詰められるが、変わり身の術で姿を消した。
鈴の音（すずのね）
演 - 新井昌和（第6話）
表の顔は開平高校生徒会長・高岡（たかおか）。翔の命により生徒会長の立場を利用し、全校生徒に術をかけ、校内暴動を起こさせ学園破壊を企んだ。
天上院滝子（てんじょういん たきこ）
演 - 中野みゆき（第7話）
由真のクラスに転校して来た陰の忍で、額に「カーン」の梵字を抱く風魔の娘を倒すために三姉妹に仕向けられた刺客。常に無表情で冷たい素振りを見せるが、心根は優しく祖母を常に気遣っていた。戦闘時も忍装束は着ず、水中戦ではセーラー服のままスカーフを頭に巻いて戦う。水辺で戦い、相手を得意の水中戦に持ち込むのが戦法。
滝子の祖母
演 - 磯村千花子（第7話）
小さな駄菓子屋を営みながら滝子と二人で暮らしている。祖母といっても血のつながりは無く乳母という立場であり、草の宿命として滝子に赤ん坊のころから水中戦を仕込んできた。
楠流忍法二十三代宗家・岡田久義（おかだ ひさよし）
演 - 戸浦六宏（第9話）
横浜でクレープの屋台を営んでいる老人。血の繋がらない娘・美沙を孫娘として育てている。
岡田 美沙（おかだ みさ）
演 - クリスティーナ（第9話）
祖父に反抗ばかりしているツッパリ高校生。
ハヤブサ
演 - 中田博久（第9話）
忍術と米軍特殊部隊の実践を身につけている。使い方によっては万人をも殺せる万能薬である、楠流忍法秘伝薬「於宇の実」を楠流忍法二十三代宗家・岡田より奪うため美沙を誘拐する。
土グモ一族 土鬼（どき）
演 - 矢車武（第11話）
六道衆の一人。土グモ一族の頭。唯の持つ雌雛を狙う。
土グモ一族 奇羅（きら）
演 - 吉岡聖子（第11話）
土鬼の妹
夜叉女（やしゃめ）
演 - 桑田和美（第12話）
六道衆の一人。唯の命を狙う。
不動（ふどう）
六道衆の一人。闇に生きる限り不死身。唯の命を狙う。
二方髪（にほうはつ）
演 - 二階堂美由紀、玉井千鶴（第14話）
六道衆。結花に化け、三姉妹を倒そうとした。
野乃佐伯（のの さえき）
演 - 三島新太郎（第15話）
田島令子（たじま れいこ）
演 - 池田智子（第19話）
陰の草の血脈。三兄弟の中学生の末妹。
田島康男（たじま やすお）
演 - 野口英昭（第19話）
令子の次兄。由真の中学校時代の同級生で初恋相手。
DCブランド8人衆
陰の指令を草に伝達していたDCブランドのスーツを着た男達。メジャーを武器に結花・由真を襲う（第21話）。
魔道衆頭領・海頭入道風角（かいとうにゅうどうふうかく）
演 - 石橋雅史（SPECIAL「三姉妹 最も危険な旅 八つの死の罠」）
陰より仕わされた忍・魔道衆の頭領。八門遁甲の陣で風間三姉妹と多門菊子を追い詰める。
魔道衆緑角・黒丸良也（まどうしゅうりょっかく・くろまる よしや）
演 - 角田英介（SPECIAL「三姉妹 最も危険な旅 八つの死の罠」）
陰より仕わされた魔道衆の忍。八門遁甲の陣に挑む際、唯たちの味方のフリをして同行する。
宝珠翠（ほうじゅ みどり）
演 - 山本みどり（第22話）
占星術「芳山秘術」を用いて風間三姉妹を混乱させる。
飛燕の源次（ひえんのげんじ）
演 - 中屋敷鉄也（第24話）
三姉妹が不動明王の像を手に入れようとしているのを知り、それを奪おうとする。目的は達成したが、肝心の像の中身は唯が先に取り出していたために空振りに終わった。
外法衆・牛頭（ごず）
演 - 川崎葉子（第25話、第26話）
魂を映し出す「裏縫いの鏡」の中に梵字を映し、その梵字を針で刺すことで相手を殺してしまう、恐ろしい術を持った姉妹のうちの姉。
外法衆・馬頭（めず）
演 - 榎田路子（第25話、第26話）
西村かおると名乗り、風間三姉妹を倒すため唯のクラスに転校して来る。
黒鍬四人衆
演 - 前田浩、城谷光俊、大道寺英樹、竹神昌央（第28話）
四方の陣の必殺技を持つ。
アキラ
演 - 真田知幸（第29話）
陰の草の血脈。影の忍に唯を殺す暗示をかけられた小学生。常にロボットのおもちゃを肌身離さず持っている。
アキラの母
演 - 千野弘美（第29話）
陰から抜けようとしたため、アキラの目の前で影の追手に殺されてしまう。
呪道衆・九佐（じゅどうしゅう・きゅうざ）
演 - 栗原良二（第30話）
相手の持ち物を使い「呪殺の術」という呪いをかけて殺してしまう、恐ろしい術を操る一族。翔の命で一族皆殺しに遭ったため、翔の持つ雄雛を通じて呪殺の術をかけようと、弟・十佐とともに翔の間に飾られていた雄雛の略奪を試みる。オトヒに見つかり殺される。
呪道衆・十佐（じゅどうしゅう・じゅうざ）
演 - 松岡章夫（第30話）
九佐の弟。翔の持つ雄雛に呪殺の術をかけ翔を倒そうと試みるも、術が通じなかったため、雄雛と雌雛を揃えた上で術をかけ直そうと、翔の持つ雄雛と対の雌雛を唯から奪うために近づく。
烈火衆
自爆して相手を倒してしまう一族で、唯の父小太郎を殺した犯人（第32話）。
人妖
演 - 内田勝正（第33話）
帯庵和尚の同門の慈恵という僧だと偽って唯に近付き、唯が持つ雄雛を奪おうとする。三姉妹の三位一体の技によって倒された。
地妖
演 - 大島宇三郎（第34話）
梵字の謎を知るために風魔の里を訪れた三姉妹を襲う。
天妖
演 - 信実一徳（第35話）
夢を操る。ミヨズ、オトヒと協力して唯を影に引き込もうとするが失敗したため、風間家に術をかけて夢の中で唯を倒そうとした。

### 風魔・陰とは無関係の登場人物
新見康子（にいみ やすこ）
演 - 田中弥生（第6話）
開平高校の生徒会役員。鈴かけの術で開平高校校舎屋上より転落死してしまう。
松坂たかし（まつざか たかし）
演 - 神谷政浩（第6話）
康子のボーイフレンド。かつて鈴かけの術により開平高校校舎屋上より転落死した。
海覚上人（かいかくじょうにん）
演 - 加藤嘉（第12話）
三姉妹に陰と闘う宿命を説いた法師。
登（のぼる）
演 - 松田洋治（第15話）
結花・由真のアルバイト先のファストフード店に頻出する青年。かつて角膜移植の手術を受けたが、それ以来、会ったはずのない三姉妹の顔や、奇妙な夢を見る。
太田 涼子（おおた りょうこ）
演 - 太田涼子（後に布瀬智子と改名）（第16話）
裁ち鋏が武器の山下学園の総番で、由真のライバル。
誠（まこと）
演 - 佐藤裕（第16話）
結花のかつてのボーイフレンド。海外永住するのを両親に説得するため、一時帰国した。
加藤浩一（かとう こういち）
演 - 高杉亘（第23話）
宇佐那木泰子（うざなぎ やすこ）
演 - 白島靖代（第23話）
宇佐那木家令嬢。
鳴戸新子（なると しんこ）
演 - 宮崎織沙（第24話）
唯に会うために九州から上京してきた中学生。職人だった祖父がかつて不動明王の銅像を修理した際に、偽物を捏造し修理した本物とすり替えてしまったため、美術館に展示されている偽物と祖父から託された本物の像とをすり替えてくれるよう唯に頼む。
多聞菊子（たもん きくこ）
演 - 伊藤かずえ（SPECIAL「三姉妹 最も危険な旅 八つの死の罠」）
元第一空挺団のコマンドー。暗闇指令の命令により風間三姉妹と共に陰の忍者の修行地である土龍寺を探る。腰のホルスターに下げたウィンチェスターM73ランダルカスタムを武器とする。愛車は“キクコスペシャル”という電子制御燃料噴射装置付きV8エンジン・特殊軽合金製装甲のランドクルーザー。三姉妹とともに魔道衆の仕掛けた八門遁甲の陣に挑む。
早乙女淳（さおとめ じゅん）
演 - 日比野恭隆（第28話）
青雲学園の生徒。かつて山田熊之介に売られた喧嘩が原因で、柔道のオリンピック強化選手から外されたことを根に持っている。唯にテレパシーで語りかけ交換殺人を持ちかける。

## スタッフ
- 原作 - 和田慎二
- 企画 - 岡正（フジテレビ）、前田和也（フジテレビ）
- 脚本 - 土屋斗紀雄、橋本以蔵、我妻正義、武上純希、神戸一彦
- 音楽 - 新田一郎
- 監督 - 田中秀夫、大井利夫、坂本太郎、前嶋守男
- 主題歌
  - 福永恵規「ハートのIgnition」（キャニオン・レコード）（第1話 - 第8話）
  - 浅香唯「STAR」（ハミングバード）（第9話 - 第21話）
  - 浅香唯「瞳にSTORM」（ハミングバード）（SPECIAL - 第31話）
  - 浅香唯「虹のDreamer」（ハミングバード）（第32話 - 第37話）
  - 風間三姉妹「Remember」（ハミングバード）（第38話 - 第42話）

※40話では挿入歌として使用
- 挿入歌
  - 中村由真「ジレンマ」（フォーライフ・レコード）（第5話 - 第11話）
  - 大西結花「シャドウ・ハンター」（ポリスター）（第12話 - 第20話）
  - 中村由真「シビアー」（フォーライフ・レコード）（第21話 - 第24話）
  - 大西結花「チャンスは一度だけ」（ポリスター）（第25話 - 第27話）
  - 中村由真「パニック〜I'm in Panic〜」（フォーライフ・レコード）（第28話 - 第33話）
  - 大西結花「哀しみのシャングリラ」（第34話 - 第39話）
  - 浅香唯「星のマリーナ」（ハミングバード）（第10話）　※ノンクレジット
  - 浅香唯「その気☆不思議」（ハミングバード）（第15話）　※ノンクレジット
- 助監督 - 前嶋守男、武田秀雄、竹内英孝、道木広志、北村義樹
- プロデューサー - 石原隆（フジテレビ）、中曽根千治、手塚治（東映）
- 制作 - フジテレビ、東映

## 放送日程
| 各話                                                            | 放送日         | サブタイトル                                  | 脚本                | 監督     | 視聴率 |
| --------------------------------------------------------------- | -------------- | --------------------------------------------- | ------------------- | -------- | ------ |
| 第1話                                                           | 1986年10月30日 | 登場! 謎の三姉妹                              | 土屋斗紀雄          | 田中秀夫 | 20.8%  |
| 第2話                                                           | 11月06日       | 忍びの血こそ姉妹の証しだ                      | 土屋斗紀雄          | 田中秀夫 | 13.3%  |
| 第3話                                                           | 11月13日       | 動きはじめた影! 三代目の一番手柄              | 橋本以蔵            | 大井利夫 | 14.8%  |
| 第4話                                                           | 11月20日       | 決斗!! 唯vs由真 わちは弱虫じゃなか            | 橋本以蔵            | 大井利夫 | 14.5%  |
| 第5話                                                           | 11月27日       | 打ち破れ! 魔のケン玉殺法                      | 橋本以蔵            | 坂本太郎 | 12.8%  |
| 第6話                                                           | 12月04日       | 鈴の音は地獄の使者か!?                        | 土屋斗紀雄          | 坂本太郎 | 15.4%  |
| 第7話                                                           | 12月11日       | 水の中に舞え! セーラー服の死闘                | 我妻正義            | 大井利夫 | 18.1%  |
| 第8話                                                           | 12月18日       | 炎の修業! これが究極のヨーヨー技じゃ          | 土屋斗紀雄 橋本以蔵 | 大井利夫 | 15.1%  |
| 第9話                                                           | 1987年01月08日 | ねらわれた秘伝奥義! コマンドーvs唯            | 武上純希            | 前嶋守男 | 21.3%  |
| 第10話                                                          | 1月15日        | ヨーヨーと口紅 三代目の初恋                   | 我妻正義            | 前嶋守男 | 15.7%  |
| 第11話                                                          | 1月22日        | 土グモ一族の頭 土鬼見参!                      | 土屋斗紀雄 橋本以蔵 | 大井利夫 | 16.8%  |
| 第12話                                                          | 1月29日        | 明かされた風魔一族の宿命                      | 土屋斗紀雄 橋本以蔵 | 大井利夫 | 14.9%  |
| 第13話                                                          | 2月05日        | 動きだした大魔神、不動!                       | 武上純希            | 大井利夫 | 15.3%  |
| 第14話                                                          | 2月12日        | 強悪の結花 三姉妹対決の日!?                   | 我妻正義            | 大井利夫 | 14.9%  |
| 第15話                                                          | 2月19日        | 瞳は忘れない! スケートリンクの死闘            | 我妻正義            | 前嶋守男 | 14.7%  |
| 第16話                                                          | 2月26日        | リリアン棒危うし! 由真の一番長い日            | 土屋斗紀雄          | 前嶋守男 | 14.8%  |
| 第17話                                                          | 3月05日        | 仕掛けられた死の罠 唯のアブナイ休日           | 武上純希            | 大井利夫 | 18.6%  |
| 第18話                                                          | 3月12日        | 影のカラテキッド 三姉妹最大のピンチ           | 橋本以蔵            | 大井利夫 | 13.6%  |
| 第19話                                                          | 3月19日        | 対決の日近し!! 影の姫・翔を追え!              | 土屋斗紀雄          | 前嶋守男 | 17.6%  |
| 第20話                                                          | 3月26日        | 唯、絶叫! 礼亜・壮烈な死                      | 我妻正義            | 前嶋守男 | 12.6%  |
| 第21話                                                          | 4月09日        | 三代目失格!? 唯がヨーヨーを返す日             | 武上純希            | 前嶋守男 | 14.9%  |
| SP                                                              | 4月23日        | 三姉妹 最も危険な旅 八つの死の罠              | 橋本以蔵            | 田中秀夫 | 16.9%  |
| 第22話                                                          | 5月07日        | 三姉妹の未来は死!? 謎の女占い師登場           | 我妻正義            | 前嶋守男 | 12.1%  |
| 第23話                                                          | 5月14日        | ウェディング・マーチは闇の調べ 三代目の結婚!? | 武上純希            | 大井利夫 | 15.5%  |
| 第24話                                                          | 5月28日        | わちは三代目を倒す! もう一人のサキ上京す      | 土屋斗紀雄          | 大井利夫 | 13.3%  |
| 第25話                                                          | 6月04日        | 立ちつくす三姉妹! 生きていた父!?              | 土屋斗紀雄          | 田中秀夫 | 08.8%  |
| 第26話                                                          | 6月11日        | 投げろ唯!! 逆転の新必殺ヨーヨー               | 土屋斗紀雄          | 田中秀夫 | 11.7%  |
| 第27話                                                          | 6月25日        | 裏切者依田! その人は女教師                    | 橋本以蔵            | 前嶋守男 | 13.0%  |
| 第28話                                                          | 7月09日        | 交換殺人! 狙われた由真!!                      | 武上純希            | 前嶋守男 | 11.5%  |
| 第29話                                                          | 7月16日        | 小さな殺人者 唯暁に死す!?                     | 我妻正義            | 大井利夫 | 09.3%  |
| 第30話                                                          | 7月23日        | 第一部完結 唯vs翔 運命の戦い!                 | 土屋斗紀雄          | 大井利夫 | 16.5%  |
| 第31話                                                          | 7月30日        | 特別編 宿命の三姉妹 青春の光と影              | 武上純希            | 前嶋守男 | 09.9%  |
| 第32話                                                          | 8月13日        | 現われた伝説の殺人マシーン魔破羅!             | 土屋斗紀雄          | 田中秀夫 | 10.7%  |
| 第33話                                                          | 8月20日        | 引き裂かれた三姉妹 唯は妹じゃない!            | 我妻正義 神戸一彦   | 田中秀夫 | 15.6%  |
| 第34話                                                          | 8月27日        | 死闘の果て! 今運命の橋を渡る                  | 神戸一彦            | 大井利夫 | 12.1%  |
| 第35話                                                          | 9月03日        | 鏡の国の唯                                    | 武上純希            | 大井利夫 | 10.5%  |
| 第36話                                                          | 9月10日        | 伊豆の秘湯に隠された秘密                      | 土屋斗紀雄          | 田中秀夫 | 14.2%  |
| 第37話                                                          | 9月17日        | いそげ唯! 悪魔の住む森の激闘                  | 我妻正義            | 田中秀夫 | 11.2%  |
| 第38話                                                          | 9月24日        | やめて唯! 父さんを殺さないで                  | 我妻正義            | 前嶋守男 | 10.6%  |
| 第39話                                                          | 10月08日       | 長いお別れ もう一人の唯の死                   | 武上純希            | 前嶋守男 | 09.9%  |
| 第40話                                                          | 10月15日       | 大洪水!! 風魔・最強最後の術                   | 武上純希            | 大井利夫 | 08.4%  |
| 第41話                                                          | 10月22日       | 結花、由真の最期                              | 土屋斗紀雄          | 田中秀夫 | 10.0%  |
| 最終話                                                          | 10月29日       | 麻宮サキよ永遠に 甦れ! 奇跡のヨーヨー         | 土屋斗紀雄          | 田中秀夫 | 13.7%  |
| 平均視聴率 13.98%（視聴率はビデオリサーチ調べ、関東地区・世帯） |                |                                               |                     |          |        |

## 放送局
系列は当時のもの
| 対象地域       | 放送局         | 系列                                         | 放送日時                  | 備考        |
| -------------- | -------------- | -------------------------------------------- | ------------------------- | ----------- |
| 関東広域圏     | フジテレビ     | フジテレビ系列                               | 木曜 19:30 - 20:00        | 製作局      |
| 北海道         | 北海道文化放送 | フジテレビ系列                               |                           |             |
| 青森県         | 青森テレビ     | TBS系列                                      | 月曜 - 金曜 16:00 - 16:30 | [ 注釈 12 ] |
| 岩手県         | 岩手放送       | TBS系列                                      | 火曜 19:30 - 20:00        |             |
| 秋田県         | 秋田テレビ     | フジテレビ系列 テレビ朝日系列                |                           |             |
| 山形県         | 山形テレビ     | フジテレビ系列                               |                           |             |
| 宮城県         | 仙台放送       | フジテレビ系列                               | 木曜 19:30 - 20:00        |             |
| 福島県         | 福島テレビ     | フジテレビ系列                               | 木曜 19:30 - 20:00        |             |
| 山梨県         | 山梨放送       | 日本テレビ系列                               |                           |             |
| 新潟県         | 新潟総合テレビ | フジテレビ系列                               |                           |             |
| 長野県         | 長野放送       | フジテレビ系列                               |                           |             |
| 静岡県         | テレビ静岡     | フジテレビ系列                               |                           |             |
| 富山県         | 富山テレビ     | フジテレビ系列                               | 木曜 19:30 - 20:00        |             |
| 石川県         | 石川テレビ     | フジテレビ系列                               | 木曜 19:30 - 20:00        |             |
| 福井県         | 福井テレビ     | フジテレビ系列                               | 木曜 19:30 - 20:00        |             |
| 中京広域圏     | 東海テレビ     | フジテレビ系列                               |                           |             |
| 近畿広域圏     | 関西テレビ     | フジテレビ系列                               |                           |             |
| 島根県・鳥取県 | 山陰中央テレビ | フジテレビ系列                               |                           |             |
| 岡山県・香川県 | 岡山放送       | フジテレビ系列                               |                           |             |
| 広島県         | テレビ新広島   | フジテレビ系列                               |                           |             |
| 山口県         | テレビ山口     | フジテレビ系列 TBS系列                       |                           |             |
| 徳島県         | 四国放送       | 日本テレビ系列                               |                           |             |
| 愛媛県         | テレビ愛媛     | フジテレビ系列                               |                           |             |
| 高知県         | テレビ高知     | TBS系列                                      |                           |             |
| 福岡県         | テレビ西日本   | フジテレビ系列                               |                           |             |
| 佐賀県         | サガテレビ     | フジテレビ系列                               |                           |             |
| 長崎県         | テレビ長崎     | フジテレビ系列 日本テレビ系列                |                           |             |
| 熊本県         | テレビ熊本     | フジテレビ系列 テレビ朝日系列                |                           |             |
| 大分県         | テレビ大分     | フジテレビ系列 日本テレビ系列 テレビ朝日系列 |                           |             |
| 宮崎県         | テレビ宮崎     | フジテレビ系列 日本テレビ系列 テレビ朝日系列 |                           |             |
| 鹿児島県       | 鹿児島テレビ   | フジテレビ系列 日本テレビ系列                |                           |             |
| 沖縄県         | 沖縄テレビ     | フジテレビ系列                               |                           |             |

## 映像ソフト化
- ビデオ（VHS、セル・レンタル共通）は全12巻が東映ビデオよりリリースされている。
- LDが東映ビデオよりリリースされたが、3巻・12話までで打ち切られた。
- 2004年8月6日から2005年5月21日にかけてDVDが東映ビデオより発売された。全5巻の各2枚組（Vol.5のみ1枚）で各巻10話（Vol.3は7話、Vol.5は5話）収録。Vol.1の初回生産分には、全5巻を収納できるBOXが付属していた。
- Blu-rayはHDリマスター版として、東映ビデオより全2巻のBOX仕様でリリースされている。BOX1は2026年6月10日に発売され、第1話から第21話を収録。 BOX2は2026年9月9日に発売され、第22話から第42話を収録。各巻3枚組で、全巻にわたりブックレット（初回特典）などの封入特典が予定されている。

| フジテレビ系 木曜19時台後半枠                                    | フジテレビ系 木曜19時台後半枠                                      | フジテレビ系 木曜19時台後半枠                         |
| 前番組                                                           | 番組名                                                             | 次番組                                                |
| ---------------------------------------------------------------- | ------------------------------------------------------------------ | ----------------------------------------------------- |
| スケバン刑事II 少女鉄仮面伝説 （1985年11月7日 - 1986年10月23日） | スケバン刑事III 少女忍法帖伝奇 （1986年10月30日 - 1987年10月29日） | 少女コマンドーIZUMI （1987年11月5日 - 1988年2月18日） |

## スケバン刑事 風間三姉妹の逆襲
本作品の劇場版。『スケバン刑事』シリーズとしては2回目の映画化となる。テレビシリーズ終了後の1988年2月11日、東映系にて公開。当初は2月20日の公開予定だったが、繰り上げ公開された。テレビシリーズにあった忍者の設定がなくなっており、新しい学生刑事との対立やそれに関わる陰謀など、原作の雰囲気を尊重した内容に変わっている。仮タイトルは「最後の戦い（ラストバトル）」だった。唯の武装がテレビシリーズと比べて簡略化されている。唯以外にも学生刑事たちが登場し、彼らは3枚の刃が付いた黒いボディのヨーヨーを使用する。同時上映は香港映画『皇家戦士』。前売り券の特典はポスターおよびテレホンカード。

### 登場人物（劇場版）
主要人物は#登場人物を参照。
関根蔵人
演 - 京本政樹
司法大学院生で、新たに創設された国家機関「青少年治安局」の局長である国際司法学会のエリート。25歳。あらゆる権力を味方につけ、暗闇指令さえもその権力でねじ伏せた。
坂東京助
演 - 豊原功輔
やさぐれや親元に戻ることの出来ない若者たちから成る不良少年グループ「番外連合」のリーダー。学生刑事たちに追われアジトに逃げ込んだ唯と出会い、共に蔵人に立ち向かう。
阿川瞳子
演 - 藤代美奈子
青少年治安局直属の親衛隊・学生刑事10人隊のリーダー。実質的な四代目スケバン刑事的存在。スケバン刑事と同様桜の代紋入りの、刃の付いた黒い超合金ヨーヨーを操る。圧倒的なパワーで唯を追い詰めた。
学生刑事10人隊のメンバー
演  - 小沢和義
　　　- 岩城正剛（現：椎名桔平）
吾朗
演 - 田中浩二
学生刑事に追われ運河へ飛び込んだ結花を助けた漁師。
塊太
演 - 山本顔ノ介
ジュン
演 - 磯崎洋介
タロ
演 - 岩瀬威司
ケイ
演 - 田山真美子
番外連合の少年少女達
演 - 相原勇、片桐順一郎ほか
官房長官
演 - 江原真二郎

### スタッフ（劇場版）
- 原作 - 和田慎二
- 企画 - 前田和也、植田泰治、フジテレビ
- 監督 - 田中秀夫
- 脚本 - 橋本以蔵
- 主題歌
  - 浅香唯「Believe Again」（ハミングバード）
- 挿入歌
  - 大西結花「ミモザの奇蹟」（ポリスター）
  - 中村由真「君の夢に飛びたい」（フォーライフ・レコード）
- プロデューサー - 中曽根千治、手塚治、角田朝雄、河井真也、石原隆
- 撮影 - 池田健策
- 美術 - 安井丸男
- 音楽 - 新田一郎
- 録音 - 柿沼紀彦
- 照明 - 小林芳雄
- 編集 - 只野信也
- 助監督 - 松井昇
- スチール - 加藤光男
- 製作 - 東映

### ネット配信
- 東映シアターオンライン（YouTube）：2023年6月16日21:00 - 同年同月30日20:59

## ゲーム
ドラマの筋書きをおおまかに再現したアクションゲーム。プレイヤーは風間三姉妹を状況に応じて使い分け、日本の支配を企む暗黒の集団「影」に挑む。ゲーム終盤で翔の呪いを解き、「影」のボス・果心居士を倒すという展開になる。テレビCMは15秒のアニメーションで制作され、キャラクターデザインは東映動画の新井浩一、原画はスタジオZ5の長岡康史が担当。パッケージにもアニメのイラストが使用されている。
三姉妹は敵を倒すことでEX（経験値）を獲得し、一定数に達するとLV（レベル）があがって、能力が強くなり、忍法を覚える。ステージは全部で5つ。「ふっかつのにんぽう」（復活の忍法）と呼ばれるパスワードを入力することで、次回からはその続きからプレイが可能となっている。
プレイヤーキャラクター
- 唯

攻撃力に長けた戦闘タイプ。武器はヨーヨー → 重合金ヨーヨー → バジェラ。バジェラは最終ボスを倒せる唯一の武器である。また、暗闇指令からの情報を受け取るためのテレホンカードを所持している。
- 結花

防御力に長けた支援タイプ。武器は折鶴 → ビー玉。姉妹の中で最大の7つの忍法を使える。特に序盤の川を越えるには彼女の「飛行の術」が必要。また、般若からの情報を受け取るための受信機を所持している。
- 由真

バランスタイプ。武器はリリアン棒 → 鎖玉。洞窟を照らす「闇封じの術」や電流フェンスを無傷で突破する絶縁スーツを使えるのは彼女のみ。

敵キャラクター
- 地上の草
- 空中の草
- 地中の草
- くのいち
- 空上の首領
- 卍坊
- 地上の首領
- 地中の首領
- 魔破羅
- 月
- ミヨズ
- オトヒ
- 翔
- 果心居士

ステージ
- ステージ1 - 市街
- ステージ2 - 幻魔の森
- ステージ3 - 地獄谷
- ステージ4 - 魔破羅の洞窟
- ステージ5 - 時空間の砦

参考文献
- 「必勝完ペキ本 スケバン刑事III」（徳間書店、1988年2月29日発売）

## 他作品へのオマージュ
当時同じフジテレビ系で放映されていたアニメ『ハイスクール!奇面組』では、以下のように本作品をネタにしたシーンが登場した。
- 第52話後半パート「きよしこの夜メルヘンサンタがやって来た」（1986年12月20日放映）では、サンタクロースに扮した一堂零が、自分の正体がばれそうになった時に「スケバン刑事に見えます？」とごまかそうとするシーンが登場した。
- 第68話後半パート「悲惨な給料日」（1987年4月25日放映）では、奇面組のうち3人が風間三姉妹に扮するが（物星大→風間唯、出瀬潔→風間結花、大間仁→風間由真）、それに対し教師の事代作吾は本作品を観ていないという。
- 第70話前半パート「大変身!!迫力唯ちゃん」（同年5月16日放映）では、河川唯が風間唯に扮するシーンが登場した（いわゆる唯つながり）。

2020年放送のテレビドラマ『タリオ 復讐代行の2人』（NHK総合）第5話に浅香唯がゲスト出演し、本作品をオマージュした小ネタが披露された。
2024年放送のテレビ番組『サウナを愛でたい』（BS朝日）に大西結花がゲスト出演。"折鶴の結花"の名乗り口上を披露したほか、レギュラーのヒャダイン、濡れ頭巾ちゃんと共に風間三姉妹のパロディネタを披露した。